# Jope Seniloli
Ratu Jope Naucabalavu Seniloli, né le 14 juin 1939 et mort le 28 juin 2015 à Suva, est un joueur de rugby à XV puis homme politique fidjien, vice-président de la République de 2001 à 2004 avant d'être condamné pour trahison. Il est également un chef traditionnel autochtone de l'île de Bau.

## Biographie
Il est membre de l'équipe des Fidji de rugby à XV dans les années 1960 et au début des années 1970. Il représente ainsi son pays lors d'une tournée de l'Europe en 1964, et de l'Australie en 1969. Il est également enseignant durant trente-trois ans.
En mai 2000, l'homme d'affaires George Speight, à la tête d'une milice privée, renverse le gouvernement du Premier ministre Mahendra Chaudhry. Speight invoque la suprématie des intérêts de la population autochtone, et refuse qu'un Indo-Fidjien soit à la tête du gouvernement. Seniloli apporte son soutien à ce coup d'État raciste. À la demande de Speight, il s'auto-proclame président de la République, illégalement, et nomme un gouvernement tout aussi illégal avec Speight pour 'Premier ministre'. L'intervention de l'armée permet l'arrestation de George Speight pour trahison, et le retour à la démocratie. Le 25 mars 2001, Seniloli est nommé vice-Président de la République par le Grand Conseil des Chefs, après consultation avec le gouvernement nationaliste autochtone du Premier ministre Laisenia Qarase, et pour satisfaire les partisans encore influents du coup d'État de 2000,.
En tant que vice-Président, sous la présidence de Ratu Josefa Iloilo, Seniloli n'a de fonctions que symboliques. Le 6 août 2004, la Haute Cour le reconnaît coupable de trahison pour avoir aidé le coup d'État, et le condamne à quatre ans de prison ferme,. Il entame sa peine, mais demeure vice-Président en exercice. En novembre, le procureur général Qoriniasi Bale décide sa libération, officiellement pour raisons de santé car il souffre d'hypertension. Le Parti travailliste condamne cette libération, Seniloli n'ayant purgé que trois mois de prison. Le 29 novembre, Seniloli accepte de démissionner de la vice-présidence, sur demande notamment du chef des forces armées, Voreqe Bainimarama. Ratu Joni Madraiwiwi est nommé à sa succession. En 2007, la Haute Cour juge que la décision de Bale de libérer Seniloli avait été « partisane », mais ne l'invalide pas,,.
Seniloli meurt à son domicile le 28 juin 2015. Il est inhumé sur l'île de Bau le 7 juillet. 